# Campionati mondiali di bob 1939
I Campionati mondiali di bob 1939, ottava edizione della manifestazione organizzata dalla Federazione Internazionale di Bob e Skeleton, si sono disputati per il bob a due a Sankt Moritz, in Svizzera, sulla pista Olympia Bobrun St. Moritz–Celerina, il tracciato naturale sul quale si svolsero le competizioni del bob e dello skeleton ai Giochi di Sankt Moritz 1928 e le rassegne iridate maschili del 1931, del 1935, del 1937 (limitatamente al bob a quattro) e del 1938 (solo bob a due), e per la gara di bob a quattro a Cortina d'Ampezzo, in Italia, sulla Pista olimpica Eugenio Monti, dove si svolse la rassegna iridata del 1937 (soltanto nel bob a due). La località elvetica ha ospitato quindi le competizioni mondiali per la seconda volta nel bob a due uomini mentre per quella italiana fu la prima nella gara a quattro.
L'edizione ha visto prevalere a pari merito il Belgio e la Svizzera che si aggiudicarono una medaglia d'oro a testa sulle sei assegnate in totale, sopravanzando la Germania con un argento e due bronzi e il Regno Unito con un argento. I titoli sono stati infatti conquistati nel bob a due uomini dai belgi René Lunden e Jeans Coops e nel bob a quattro dagli elvetici Fritz Feierabend, Heinz Cattani, Alphonse Hörning e Joseph Beerli.
Lo svizzero Reto Capadrutt, vice-campione olimpico di bob a quattro a Lake Placid 1932 e di bob a due a Garmisch-Partenkirchen 1936 nonché già campione mondiale nel 1935, trovò tragicamente la morte a seguito di un incidente occorsogli a Cortina durante la gara di bob a quattro.

## Risultati

### Bob a due uomini
| Pos. | Atleti                      | Nazione  |
| ---- | --------------------------- | -------- |
|      | René Lunden Jeans Coops     | Belgio   |
|      | Bibo Fischer Rolf Thielecke | Germania |
|      | Hanns Kilian Schletter      | Germania |

### Bob a quattro
| Pos. | Atleti                                                          | Nazione     |
| ---- | --------------------------------------------------------------- | ----------- |
|      | Fritz Feierabend Heinz Cattani Alphonse Hörning Joseph Beerli   | Svizzera    |
|      | Frederick McEvoy Peter Howard John Galt Critchley Charles Green | Regno Unito |
|      | Hanns Kilian Werner Windhaus Hans Schmidt Franz Kemser          | Germania    |

## Medagliere
| Posizione | Nazione     | Oro | Argento | Bronzo | Totale |
| --------- | ----------- | --- | ------- | ------ | ------ |
| 1         | Belgio      | 1   | 0       | 0      | 1      |
| 1         | Svizzera    | 1   | 0       | 0      | 1      |
| 3         | Germania    | 0   | 1       | 2      | 1      |
| 4         | Regno Unito | 0   | 1       | 0      | 1      |
| Totale    | Totale      | 2   | 2       | 2      | 6      |